# Wang Bing
Wang Bing (en chino, 王兵; pinyin, Wáng Bìng; nacido en 1967) es un director chino, a menudo considerado como una de las más importantes figuras del cine documental. Es el fundador de su propia productora, Estudios Wang Bing. Su película The Ditch se incluyó en la edición 2010 del Festival de Venecia como el film sorpresa.

## Trayectoria
Sobresale hoy ya Wang Bing como gran autor del siglo XXI en cine documental. Ya destacó enormemente con Tie Xi Qu (Al oeste de los raíles), que suponen nueve horas de cine épico y un documento de la China industrial. El propio autor llevaba la cámara a hombros, siguiendo a sus personajes. Tie Xi Qu ganó el Grand Prix del festival de Marsella para cine documental, y se mostró por vez primera en España en el festival "Punto de Vista Internacional", dedicado al cine de esa naturaleza.
El film de Wang Fengming, una memoria china, se estrenó en Cannes, en 2007 y al tiempo en el "Toronto International Film Festival" de ese mismo año.
Petróleo crudo se exhibió en el Festival Internacional de Cine de Róterdam, del año 2008. La obra Hombre sin nombre rueda la vida de un ser solitario, despojado de todo, que sale de un agujero de la tierra.
El crítico de arte francés Georges Didi-Huberman ha dedicado un largo epílogo a este documentalista en Peuples exposés, peuples figurants, de 2012. Se apoya en Hombre sin nombre, que habla de China a través de una perspectiva modestísima, que cobra el carácter de representante de una multitud que está ausente.

## Filmografía
| Año      | Título en inglés                                                   | Título en chino | Notas |
| -------- | ------------------------------------------------------------------ | --------------- | --- |
| 2003     | Tie Xi Qu: West of the Tracks (Tie Xi Qu: Al oeste de los raíles'' | 铁西区          | Gran Premio del Festival de Marseille                                                                                           |
| 2007     | Fengming, a Chinese Memoir (Una memoria china)                     | 和凤鸣          | Gran Premio del Festival International de cine documental de Yamagata                                                           |
| 2007     | "Brutality Factory"                                                | 暴力工厂        | Corto del film antológico The State of the World                                                                                |
| 2008     | Crude Oil (Petróleo crudo)                                         | 采油日记 / 原油 | |
| 2008     | Coal Money                                                         | 煤炭，钱        | |
| 2009     | Man With No Name (Hombre sin nombre)                               | 无名者          | |
| 2010     | The Ditch                                                          | 夹边沟          | Estrenado en el Festival de Venecia n.º 67                                                                                      |
| 2012     | Three Sisters (Tres hermanas)                                      | 三姊妹          | Estrenado en el Festival de Venecia n.º 69 Ganador del Regard d’or en el Festival Internacional de Fribourg de Suiza, 23-3-2013 |
| En curso | Hometown                                                           |                 | Participó en el "Pusan Promotion Plan" de 2007                                                                                  |

## Premios y distinciones
Festival Internacional de Cine de Venecia
| Año  | Categoría                  | Película      | Resultado |
| ---- | -------------------------- | ------------- | --------- |
| 2012 | Orizzonti - Mejor película | Three Sisters | Ganador   |